# Evelyn Hooker
Evelyn Hooker (nascuda en Gentry, 2 de setembre de 1907 – 18 de novembre de 1996) va ser una psicòloga estatunidenca notable pel seu treball publicat en 1957 "The Adjustment of the Male Overt Homosexual" en què va administrar diverses proves psicològiques a grups d'homosexuals mascles identificats i heterosexuals i va preguntar a experts per identificar els homosexuals i valorar la seva salut mental. L'experiment, que altres investigadors van repetir posteriorment, argumenta que l'homosexualitat no és un trastorn mental, ja que no va haver-hi diferències detectables entre homes homosexuals i heterosexuals en termes d'ajustament mental.
El seu treball argumentava que una falsa correlació entre l'homosexualitat i malaltia mental havia estat la base de classificar l'homosexualitat com a desordre mental per estudiar només un grup de mostra que contenia homes homosexuals amb un històrial de tractament per a la malaltia mental. Això té una importància crítica per refutar l'existència de la categoria cultural heterosexista, ja que argumenta que l'homosexualitat no és desenvolupa de forma inferior a la heterosexualitat. La seva manifestació de que no és una malaltia va portar a l'eliminació final de d'homosexualitat del diagnòstic de l'Associació Psiquiàtrica americana i Manual Estadístic de Desordres Mentals.

## Vida
Evelyn Hooker va néixer a Gentry en North Platte, Nebraska, en la casa de la seva àvia i va créixer amb vuit germans i germanes en les Planes de Colorado. Quan tenia 13 anys, la seva família es va traslladar a Sterling, Colorado. El viatge a Sterling seria un dels records més afectuosos d'Evelyn.
La mare d'Evelyn, Jessie Bethel, qui va tenir una educació de tercer grau, li va dir per que seguís una educació perquè aquesta era l'única cosa que no se li podia treure. En Gentry, la família no va ser rica en absolut, i Evelyn va ser estigmatitzat per la seua estatura de sis peus. Encara defensant l'educació, Jessie Bethel va matricular Evelyn a Sterling Institut, perquè era gran i inusualment progressista per al moment. Allà, Evelyn estava en un programa d'honor i va poder fer un curs de psicologia. Evelyn volia anar a una universitat de mestres, però els seus instructors van veure el seu potencial i li va animar per anar a la Universitat de Colorado. Quan estava preparada per graduar-se, havia obtingut una beca a la Universitat de Colorado Boulder.
En 1924 es va convertir en estudiant a la Universitat de Colorado mentre treballava com a mossa per a una rica família de Boulder. El seu mentor, el Dr. Karl Munzinger, li va guiar dins el seu repte de la llavors prevalent teoria psicològica de behaviorisme. Va escriure la seua tesi sobre l'aprenentatge de prova i error en les rates. Li va convidar a escriure el seu propi historial de casos. Després de rebre el seu grau de Màster, es va convertir en una de les 11 dones que van participar en el programa de doctorat en psicologia a la Johns Hopkins Universitat, de Baltimore, Maryland, després que el president en la Universitat Yale li negà la preferència per ser una dona. Va estudiar amb Knight Dunlap, que també en general no aprovaba les dones doctorades. Va rebre el seu títol de doctor en 1932.
En la seva primera carrera, no estava especialment interessada en la psicologia de les persones homosexuals. Després d'ensenyar només un any a la Universitat de Maryland per Dones, va contreure tuberculosi i va passar l'any següent a un sanatori d'Arizona. Després de la seva recuperació, va començar a la Universitat de Whittier en Califòrnia Del sud. Llavors en 1937 Gentry va rebre una beca a l'Institut de Berlín de Psychotherapy, moment en què va deixar la Universitat de Whittier. Evelyn va viure amb una família jueva mentre estudiaba en Europa. Mentre, es va fer una ullada de primera mà a l'augment d'Adolf Hitler i va presenciar tals esdeveniments com el Kristallnacht. Va sapiguer més tard que la família jueva amb la qual va viure va morir en camps de concentració. Abans de tornar a casa, Evelyn va fer una gira en grup a Rússia, arribant només després d'una purga important. Els esdeveniments que Evelyn veuria a Europa van desencadenar el seu desig d'ajudar a superar la injustícia social.
Quan Evelyn estava preparada per tornar a treballar a Whittier, va trobar que no podia tornar. Els caps de Whittier li tenien por perquè hi havia passat un any vivint en una Europa totalitària. Ella i moltes altres persones van deixat d'anar perquè van ser considerats sospitosos de comportament subversius. Com a resultat, va sol·licitar feina en el departament de psicologia a la Universitat de Califòrnia, Los Angeles. El president del departament de psicologia a UCLA en aquell temps era Kinght Dunlap, el mentor d'Evelyn Hooker en la Universitat Johns Hopkins. Dunlap va dir que li agradaria donar-li una feina, però ja tenien tres professors i eren"cordialment desagradables". No obstant això, va aconseguir obtenir una posició com a associada a la investigació. Evelyn va guanyar ràpidament la seva reputació de brillant mestra i investigadora. Va romandre a la UCLA durant 31 anys, on va dur a terme investigacions i va ensenyar psicologia experimental i fisiològica fins a 1970 quan va entrar a la pràctica privada.
Tanmateix, durant la dècada de 1940, es va interessar per allò que seria el treball de la seva vida. Evelyn estava ensenyant una classe de psicologia introductòria el 1944 quan un estudiant es va acostar a ella després de la classe. Es va identificar com a Sam From; li va confiar que era gai i que també la majoria dels seus amics. es va adonar de Sam era un dels estudiants més brillants en la classe i ràpidament es va fer amic d'ell. Passarien temps entre i després de les classes per parlar i conèixer-se mútuament. Sam va presentar Evelyn al seu cercle d'amics homosexuals. Anaven a clubs, bars i festes on Evelyn era capaç de fraternitzar amb més homosexuals. Els amics més propers de Sam eren alguns dels estudiants més intel·ligents Evelyn va tenir el plaer de conèixer, incloent Christopher Isherwood i Stephen Gastador, un escriptor i un poeta. Li van desafiar a estudiar científicament "gent com ells".
Sam va proposar una qüestió a Evelyn: Per què no realitzar investigacions sobre homosexuals per determinar si l'homosexualitat era alguna classe de malaltia o trastorn i no rellevant per a la composició psicològica d'una persona? Sam la va instar a dur a terme investigacions sobre homosexuals, dient que era "el seu deure científic d'estudiar a persones com nosaltres". Evelyn va quedar intrigada per la qüestió i, a més, va ser persuadida per la seva experiència de rebuig social en la infància, testimoni dels efectes de la persecució política i racial en els seus viatges i de la discriminació en la seva vida professional.
Durant les dues dècades següents es va establir professionalment. El 1948 es va traslladar a una casa de convidats a la casa de la Avinguda Salter, d'Edward Hooker, professor d'anglès a UCLA i erudit de poesia. Es van casar a Londres el 1951, i va prendre el seu cognom. A mitjan anys cinquanta, Christopher Isherwood es va convertir en el seu veí. Va estar en contra de la relació de Christopher Isherwood amb el molt més jove Don Bachardy; no eren benvinguts a la seva casa. Sam From va morir en un accident de cotxe el 1956, just abans de la publicació de la recerca innovadora d'Hooker. El marit d'Hooker va morir el gener de 1957 amb aturada cardíaca.
Els anys seixanta van veure la seva obra trobar un públic més ampli i les seves conclusions van ser recollides pel moviment de drets del gai. El 1961 Hooker va ser convidat a donar conferències a Europa i el 1967, el director de l'Institut Nacional de Salut Mental (NIMH) li va demanar que elaborés un informe sobre el que la institució havia de fer sobre homes homosexuals. Les eleccions de Richard Nixon el 1969 van retardar la publicació de l'informe, publicat per una revista, sense autorització, el 1970. L'informe recomanava la despenalització de l'homosexualitat i la provisió de drets similars tant a persones homosexuals com a persones heterosexuals. El moviment dels drets dels homosexuals es va apoderar d'aquest fet.
Es va retirar de la seva investigació a la UCLA el 1970 a l'edat de 63 anys i va iniciar una pràctica privada a Santa Mònica. La majoria dels seus clients eren homes gais i lesbianes. En la seva vida posterior, se li concediria el Premi Distinció de Contribució a l'Interès Públic. La Universitat de Chicago va obrir el Centre Evelyn Hooker per a estudis gai i lesbians en el seu honor. També va ser el tema de la pel·lícula nominada a l'Oscar de 1992 que canviava les nostres ments: la història de la doctora Evelyn Hooker .
Hooker va morir a casa de Santa Mònica, Califòrnia, el 1996, a l'edat de 89.

## Experiment
Tot i que Hooker havia recopilat dades sobre els seus amics homosexuals des de 1954, va considerar que això no tenia gaire valor a causa de la manca de rigor científic relacionat amb la recopilació d'aquestes dades. Va sol·licitar una subvenció de la NIMH tot i que se li va advertir que era molt poc probable que la rebés a causa de la controvèrsia del tema. Al capdavall, la dècada de 1950 es trobava a l'època de l'era McCarthy, i l'homosexualitat era considerada un trastorn mental per part de psicòlegs, un pecat per part de l'església i un crim per la llei. L'home encarregat d'atorgar les subvencions, John Eberhart, es va reunir personalment amb Hooker i convençut pel seu encant que li va concedir la beca.
Va reunir dos grups d'homes: un grup seria exclusivament homosexual, l'altre exclusivament heterosexual. Es va posar en contacte amb la Mattachine Society per trobar una gran part dels homes homosexuals. La Mattachine Society era una organització que tenia com a objectiu integrar els homosexuals a la societat. Va tenir més dificultats per trobar homes heterosexuals per a l'estudi. Va reunir una mostra de 30 homes heterosexuals i 30 homes homosexuals i es van combinar segons un coeficient intel·lectual equivalent, edat i educació. Per l'interès de l'estudi, es va requerir que cap dels homes d'un dels dos grups hagi estat vist prèviament per ajuda psicològica, en casernes disciplinaris als Serveis Armats, a la presó, que tinguessin evidència de pertorbacions considerables o que estiguessin en teràpia. També va haver d'utilitzar la seva casa per dur a terme l'entrevista per protegir l'anonimat dels participants.
Hooker va utilitzar tres proves psicològiques per al seu estudi: la TAT, la prova Make-a-Picture-Story (prova MAPS) i la prova de tinta de Rorschach. El Rorschach va ser utilitzat a causa de la creença dels metges en el moment que era el millor mètode per diagnosticar l'homosexualitat.
Després d'un any de treball, Hooker va presentar un equip de tres experts avaluadors amb 60 perfils psicològics sense marcar. Va decidir deixar la interpretació dels seus resultats a altres persones, per evitar possibles biaixos.
Primerament, es va posar en contacte amb Bruno Klopfer, un expert en proves de Rorschach, per veure si seria capaç d'identificar l'orientació sexual de les persones a través dels seus resultats en aquestes proves. La seva capacitat de diferenciar els dos grups no era millor que l'atzar. A continuació, Edwin Shneidman, creador de la prova MAPS, també va analitzar els 60 perfils. Li va trigar sis mesos i ell també va trobar que els dos grups eren molt similars en la seva composició psicològica. El tercer expert va ser el doctor Mortimer Mayer, que estava tan segur que seria capaç de dir-los als dos grups que va passar pel procés dues vegades.
La hipòtesi era que aquestes proves demanaven als enquestats que revelessin les seves inquietuds, temors i desitjos més íntims. Cada resposta de la prova es presentaria en ordre aleatori, sense informació identificativa, a Klopfer, Meyer i Shneidman. Els jutges van tenir dues tasques: arribar a una valoració d'ajust global en una escala de cinc punts i distingir en parelles el participant que era homosexual i heterosexual. Els tres avaluadors van concloure que, en termes d'ajustament, no hi havia diferències entre els membres de cada grup.
En 1956, Hooker va presentar els resultats de les seves investigacions en un article de la convenció de l' American Psychological Association a Chicago . [2] La NIMH va quedar tan impressionada amb les proves que Hooker va trobar que li van atorgar el Premi NIMH Research Career Award el 1961 per continuar treballar.
Els seus estudis van contribuir a canviar les actituds de la comunitat psicològica cap a l'homosexualitat ia la decisió de l'Associació Americana de Psiquiatria d'eliminar l'homosexualitat del seu manual de trastorns el 1973. Això va ajudar a canviar l'actitud de la societat en general. Un element que va romandre en el manual dels trastorns va ser l'homosexualitat ego-distònica. Els experts es van preocupar de l'ús d'enfocaments psicoanalítics i de teràpia de conversió de modificacions de comportament. L'homosexualitat ego-distònica també es va eliminar el 1987 del manual quan es va determinar que les teràpies psicològiques no podien guarir l'homosexualitat.

## Publicacions
- - Evelyn Hooker, "L'ajust de l'home homosexual", Journal of projective techniques, XXI 1957, pàg. 18–31.
  - Evelyn Hooker, "La comunitat homosexual". Actes del XIV Congrés Internacional de Psicologia Aplicada, Munksgaard, Copenhaguen, 1961.
  - Evelyn Hooker, "Homosexualitat: resum dels estudis". A Evelyn Duvall i Sylvanus Duvall (curr.), Sex way in fact and faith, Association Press, New York 1961.
  - Evelyn Hooker, "Estils de vida homosexuals masculins i malalties venèries". A: Actes del fòrum mundial sobre sífilis i altres treponematosis (Publicació del servei de salut pública núm. 997), oficina de la impressió del govern dels EUA, Washington, DC, 1962.
  - Evelyn Hooker, "Homosexualitat masculina". A: NL Farberow (cur.), Temes Taboo, Atherton, New York 1963, pàgines 44–55.
  - Evelyn Hooker, "Un estudi empíric d'algunes relacions entre patrons sexuals i identitat de gènere en homosexuals masculins". A J. Money (cur.), Investigació sexual: desenvolupament nou, Holt, Rinehart i Winston, Nova York 1965, pàgines 24–52.
  - Evelyn Hooker, "Homosexuals masculins i els seus mons". A: Judd Marmor (cur.), Inversió sexual: les múltiples arrels de l'homosexualitat, Basic Books, New York 1965, pàg. 83–107). Traducció italiana a: Judd Marmor, Inversione sessuale.
  - Evelyn Hooker, "Homosexualitat". A: L'enciclopèdia internacional de les ciències socials, Macmillan i Free Press, Nova York 1968.
  - Evelyn Hooker, "Relacions parentals i homosexualitat masculina en mostres de pacients i no-pacients", Journal of consulting i psychology clínica, XXXIII 1969, pàgines 140–142.
  - Evelyn Hooker, Pròleg de: CJ Williams i MS Weinberg, els homosexuals i els militars: un estudi de descàrregues menys que honorables, Harper & Row, New York 1971, pp. Vii-ix.

## Homenatges
L'any 2010, l'actor / dramaturg Jade Esteban Estrada va interpretar a Hooker en els musicals en solitari ICONS: The Lesbian and Gay History of the World, Vol. 4.

## Premis i distincions
- El 1967 es va convertir en presidenta del grup de treball NIMH sobre l'homosexualitat[6]
- El 1991, Hooker va rebre el Premi a la contribució distingida a la psicologia de l'interès públic presentada per l'American Psychological Association.[9]
- El 1992 va rebre The Lifetime Achievement Award, el màxim honor d'APA.[15]